# Voetbalkampioenschap van Zuid-Hannover-Braunschweig 1925/26
In 1925/26 werd het vierde voetbalkampioenschap van Zuid-Hannover-Braunschweig gespeeld, dat georganiseerd werd door de Noord-Duitse voetbalbond. 
Arminia Hannover werd kampioen van groep I en Hannoverscher SC 02 van groep II. Beide clubs plaatsten zich voor de Noord-Duitse eindronde. Arminia versloeg Werder Bremen en SC 02 Bremer SV 06. In de groepsfase werd Arminia derde en SC 02 vierde.

## Bezirksliga

### Groep 1
| Plaats | Club                           | Wed. | W  | G | V  | Saldo | Ptn   |
| ------ | ------------------------------ | ---- | -- | - | -- | ----- | ----- |
| 1.     | SV Arminia Hannover            | 14   | 10 | 3 | 1  | 68:25 | 23:5  |
| 2.     | VfB 04 Braunschweig            | 14   | 10 | 2 | 2  | 48:24 | 22:6  |
| 3.     | BV Werder 1910 Hannover        | 14   | 7  | 2 | 5  | 53:44 | 16:12 |
| 4.     | FSV Sport Rot-Weiß 99 Hannover | 14   | 6  | 4 | 4  | 40:34 | 16:12 |
| 5.     | Hannoverscher SV 96            | 14   | 4  | 4 | 6  | 31:40 | 12:16 |
| 6.     | SC Leu 1906 Braunschweig       | 14   | 2  | 5 | 7  | 31:46 | 9:19  |
| 7.     | SpVgg 1907 Hildesheim          | 14   | 3  | 1 | 10 | 29:54 | 7:21  |
| 8.     | BV Germania 1910 Wolfenbüttel  | 14   | 1  | 5 | 8  | 22:55 | 7:21  |

|  | Finale              |
|  | Degradatie play-off |

|  |                       |       |                               |  |
|  | SpVgg 1907 Hildesheim | 2 – 1 | BV Germania 1910 Wolfenbüttel |  |
|  |                       |       |                               |  |

### Groep 2
| Plaats | Club                         | Wed. | W  | G | V  | Saldo | Ptn   |
| ------ | ---------------------------- | ---- | -- | - | -- | ----- | ----- |
| 1.     | Hannoverscher SC 02          | 14   | 11 | 3 | 0  | 40:14 | 25:3  |
| 2.     | SV Eintracht Braunschweig    | 14   | 9  | 2 | 3  | 37:16 | 20:8  |
| 3.     | SV Eintracht Hannover        | 14   | 8  | 1 | 5  | 33:23 | 17:11 |
| 4.     | SV Niedersachsen 03 Hannover | 14   | 7  | 3 | 4  | 29:22 | 17:11 |
| 5.     | VfB 1904 Peine               | 14   | 6  | 2 | 6  | 39:35 | 14:14 |
| 6.     | SV 1907 Linden               | 14   | 3  | 2 | 9  | 28:35 | 8:20  |
| 7.     | VfL Helmstedt                | 14   | 3  | 1 | 10 | 22:53 | 7:21  |
| 8.     | Goslarer SC 08               | 14   | 2  | 0 | 12 | 19:49 | 4:24  |

|  | Finale     |
|  | Degradatie |

### Finale
|  |                     |       |                     |  |
|  | SV Arminia Hannover | 2 – 1 | Hannoverscher SC 02 |  |
|  |                     |       |                     |  |